# 메이지 신궁 경기대회

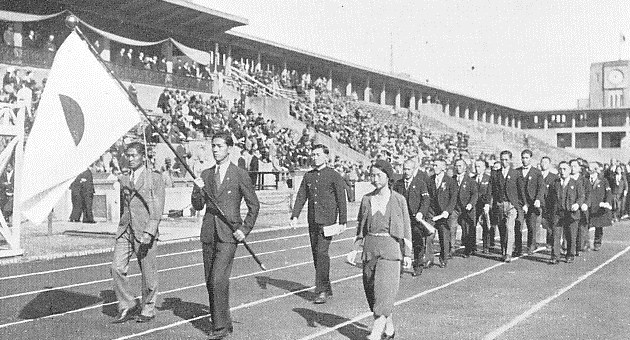

메이지 신궁 경기대회(明治神宮競技大会)는 일본의 체육 대회이다. 축구, 야구 등의 여러 종목이 개최되었다. 1924년부터 1943년 사이 일본에서 14번 개최되었다.